# Golema Retchitsa

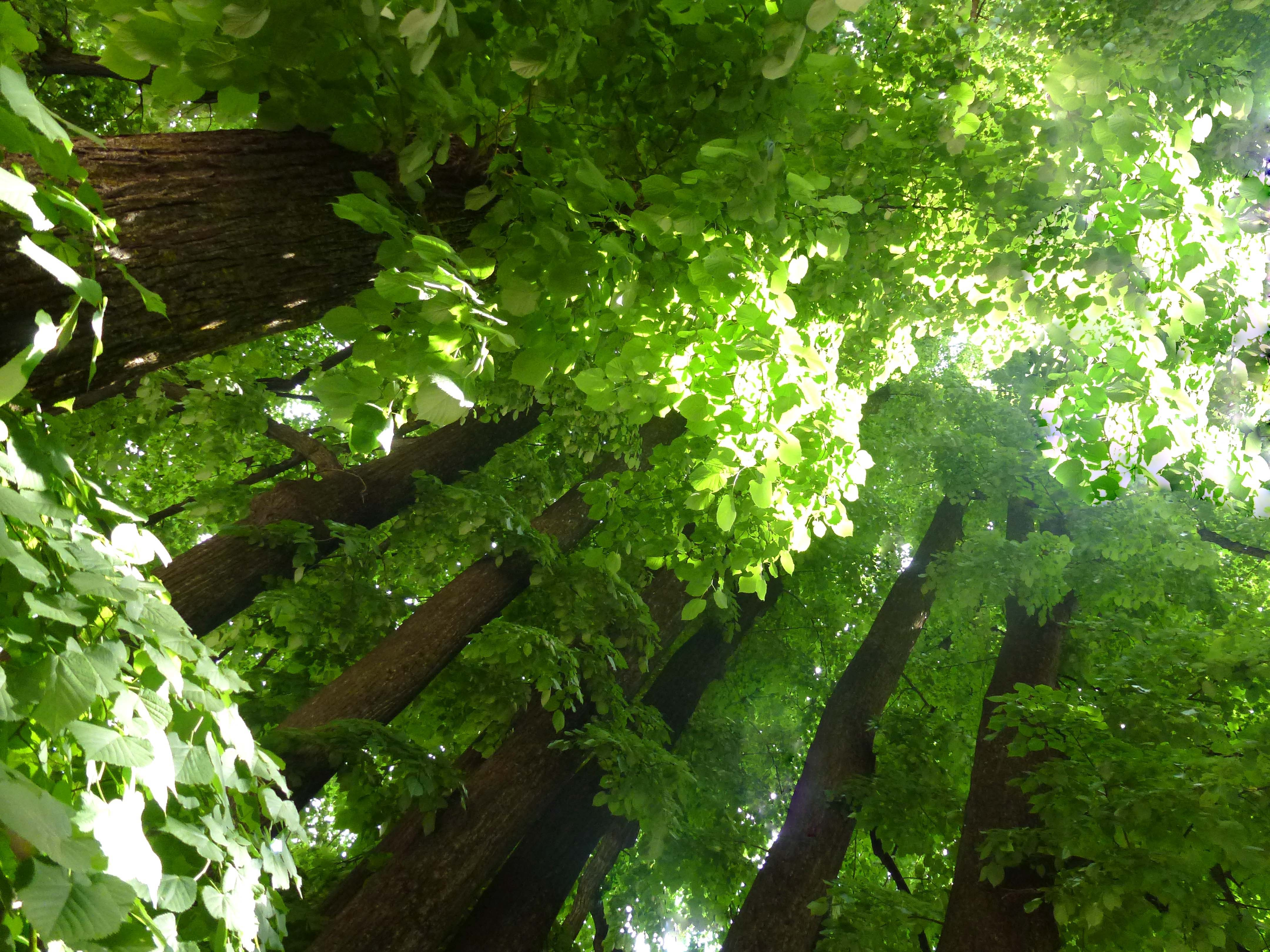
La canopée, dans une réserve naturelle près de Golema Retchitsa, dans le village de Tetovo. Mai 2022.

Golema Retchitsa (en macédonien Голема Речица, en albanais Reçica e Madhe) est un village du nord-ouest de la Macédoine du Nord, situé dans la municipalité de Tetovo. Le village comptait 3 977 habitants en 2002. Il est majoritairement albanais.

## Démographie
Lors du recensement de 2002, le village comptait :
- Albanais : 3 949 ;
- Macédoniens : 4 ;
- autres : 24.